# Papa's Got a Brand New Bag
Papa's Got a Brand New Bag är en låt skriven och framförd av James Brown. Den lanserades som vinylsingel 1965 och blev James Browns dittills största singelframgång i USA. Det var också hans första europeiska hit då den nådde placering på brittiska singellistan. Låten var på singelutgåvorna uppdelad i två delar, där den andra delen är mestadels instrumental med ett långt saxofonsolo.
Låten anses vara mycket viktig i utvecklingen av funkmusik. Det nyskapande var att man satte låtens rytm före melodin med markerande gitarriff och "bleckblåsstötar". Låtens text handlar om en äldre man som vågar sig upp på en klubbs dansgolv. 1968 spelade Otis Redding in en cover av låten.
Magasinet Rolling Stone listade år 2004 låten som #72 på sin lista The 500 Greatest Songs of All Time.

## Listplaceringar
- Billboard Hot 100, USA: #8[1]
- Billboard R&B Singles: #1
- UK Singles Chart, Storbritannien: #25[2]